# Zinovij Davydov
Zinovij Samojlovič Davydov (rusky Зиновий Самойлович Давыдов) (28. dubna 1892 Černihiv – 7. října 1957 Moskva) byl ruský sovětský spisovatel.

## Život
Davydov se narodil v ukrajinském městě Černihiv. V letech 1912 až 1917 studoval na univerzitě v Kyjevě na právnické a historicko-filologické fakultě a pak pokračoval ve studiu v Institutu dějin umění.
Jeho literárním debutem byla sbírka básní Ветер (1919, Vítr), brzy však začal psát historickou prózu pro dospělé i pro děti a mládež.

## Dílo
- Ветер (1919, Vítr), sbírka básní.
- Беруны (1933, od roku 1940 jako Русские робинзоны, česky jako Zajatci ledu a noci), román o „ruských robinsonech“, tj. o skupině námořníků, kteří se roku 1743 ocitli na neobydleném ostrově Malý Berun (nyní Edgeův ostrov na Špicberkách) v Severním ledovém oceáně a strávili zde šest let.
- Дикий камень (1936, Divoký kámen), nedokončený historický román, jehož časopisecké vydávání bylo zastaveno pro ostrou kritiku toho, že v díle byl zdůrazněn podíl polské okupace Ruska na počátku 17. století na překonávání zaostalosti země.
- Из Гощи гость (1940, Nezvaný host), historický román o nezvaném hostovi na carském trůně Lžidimitrijovi I.
- Корабельная сторона (1955, ve vydáních pro mládež jako Корабельная слободка), historický román o obraně Sevastopolu během Krymské války.
- Разорённый год (1958, Zpustošený rok), posmrtně vydaný historický román pro mládež o událostech v Rusku roku 1612, kdy ruský národ povstal proti polským okupantům pod vedením knížete Dimitrije Požarského.
- Звёзды на башнях. Образы старого Кремля (1963, Hvězdy na věžích), obrazy starého Kremlu, vydáno posmrtně.

## Česká vydání
- Zajatci ledu a noci, Albatros, Praha 1972, přeložila Jarmila Nikdímová.
- Nezvaný host, Svoboda, Praha 1974, přeložila Eva Dolejšová.
- Zajatci ledu a noci, Albatros, Praha 1985, přeložila Eva Dolejšová.